# Wiglaf
Wiglaf († 839) byl králem Mercie, jednoho ze sedmi anglosaských království. Vládl nejprve v letech 827 až 829 a poté znovu od roku 830 až do své smrti. Jeho původ je nejasný, neboť ve 20. letech 9. století probíhal v Mercii dynastický boj. Jeho vnuk Wigstan byl později označován za potomka mercijského krále Pendy a je tedy možné, že i sám Wiglaf byl Pendovým potomkem .
Wiglaf na trůně vystřídal Ludeku, který zemřel během tažení do království Východní Anglie. Během jeho vlády začal stoupat vliv Wessexu ovládaného králem Ecgberhtem. Tomu se dokonce podařilo Wiglafa odstavit a na rok ovládnout Mercii přímo, ale v roce 830 se Wiglaf na trůn vrátil, byť byl možná nějak králi Ecgberhtovi podřízen. Zemřel v roce 839 a na trůnu jej vystřídal Beorhtwulf. Pohřben je v Reptonu nedaleko Derby.